# Proliga de 2021–22
A Temporada da Proliga de 2021-22 foi a 18ª edição da competição de segundo escalão no basquetebol de Portugal disputada por 16 equipas. Ao término da competição será apurado como promovidos à LPB na próxima temporada campeão e finalista.

## Formato
Participam da competição as equipas 16 equipas divididas em Grupo Norte e Grupo Sul com oito cada uma. Os quatro melhores colocados disputam a segunda fase no grupo denominado "Grupo Subida" ao mesmo tempo que os quatro piores colocados disputam o "Grupo Descida". Na primeira serão em no modo "todos-contra-todos", enquanto que na segunda fase os participantes carregam os resultados da primeira fase e apenas jogam contra os adversários que formavam o outro grupo.
Os quatro melhores do "Grupo Subida" disputam os "Playoffs".

## Primeira fase

### Confrontos
| Casa\Visitante         | ADG   | ADS    | ELE    | ESG    | GAA    | MAI   | SAN   | SAM   |
| ---------------------- | ----- | ------ | ------ | ------ | ------ | ----- | ----- | ----- |
| A.D. Galomar           |       | 80-29  | 75-59  | 61-57  | 79-55  | 82-73 | 67-55 | 91-59 |
| A.D.Sanjoanense        | 61-98 |        | 66-82  | 65-79  | 68-70  | 73-66 | 60-68 | 73-76 |
| Eléctrico F.C.         | 80-73 | 77-81  |        | 75-82  | 78-83  | 87-79 | 62-66 | 79-66 |
| Esgueira Aveiro Oli    | 67-59 | 78-51  | 104-67 |        | 92-63  | 88-54 | 52-74 | 91-71 |
| Galitos Aveiro         | 63-76 | 119-76 | 71-66  | 62-97  |        | 83-74 | 47-66 | 85-82 |
| Maia Basket            | 54-63 | 86-64  | 81-57  | 59-69  | 61-71  |       | 52-53 | 85-62 |
| Sangalhos DC Boomerang | 66-52 | 81-49  | 73-54  | 62-57  | 69-57  | 89-73 |       | 77-81 |
| Sampaense Basket       | 64-83 | 84-80  | 73-90  | 59-116 | 69-111 | 93-77 | 73-87 |       |

| Casa\Visitante         | ACL   | GAB    | FCB     | GIN   | OSB    | POR   | QUE   | SLB   |
| ---------------------- | ----- | ------ | ------- | ----- | ------ | ----- | ----- | ----- |
| Academia do Lumiar     |       | 56-90  | 60-92   | 41-87 | 54-82  | 74-69 | 73-77 | 55-72 |
| Galitos Barreiro       | 80-45 |        | 83-88   | 76-66 | 113-77 | 98-80 | 89-62 | 87-85 |
| FC Barreirense         | 76-55 | 90-83  |         | 85-60 | 82-62  | 81-64 | 82-62 | 92-57 |
| Ginásio Del Mar Marina | 69-70 | 81-100 | 20-0    |       | 57-95  | 63-74 | 94-86 | 87-63 |
| Os Belenenses          | 79-75 | 80-86  | 112-107 | 89-72 |        | 76-72 | 79-81 | 91-82 |
| Portimonense           | 79-58 | 50-85  | 65-95   | 74-61 | 72-69  |       | 71-77 | 73-70 |
| Queluz / Consilcar     | 79-66 | 83-93  | 68-79   | 73-59 | 63-77  | 81-74 |       | 73-81 |
| SL Benfica "Sub22"     | 80-47 | 69-71  | 71-58   | 97-60 | 86-84  | 74-59 | 74-67 |       |

## Segunda fase

### Confrontos
| Casa\Visitante         | ADG | ESG | FCB | GAA | GAB | OSB | SAN | SLB |
| ---------------------- | --- | --- | --- | --- | --- | --- | --- | --- |
| A.D. Galomar           |     |     |     |     |     |     |     |     |
| Esgueira Aveiro Oli    |     |     |     |     |     |     |     |     |
| FC Barreirense         |     |     |     |     |     |     |     |     |
| Galitos Aveiro         |     |     |     |     |     |     |     |     |
| Galitos Barreiro       |     |     |     |     |     |     |     |     |
| Os Belenenses          |     |     |     |     |     |     |     |     |
| Sangalhos DC Boomerang |     |     |     |     |     |     |     |     |
| SL Benfica "Sub22"     |     |     |     |     |     |     |     |     |

## Playoffs

### Semifinais
| Time 1                 | Série | Time 2           | 1º Jogo | 2º Jogo | 3º Jogo |
| ---------------------- | ----- | ---------------- | ------- | ------- | ------- |
| Sangalhos DC Boomerang | 0 - 2 | A.D. Galomar     | 47 - 54 | 66 - 70 | -       |
| Esgueira Aveiro Oli    | 2 - 0 | Galitos Barreiro | 84 - 72 | 65 - 63 | -       |

### Final
| Time 1       | Série | Time 2              | 1º Jogo | 2º Jogo | 3º Jogo |
| ------------ | ----- | ------------------- | ------- | ------- | ------- |
| A.D. Galomar | 0 - 2 | Esgueira Aveiro Oli | 60 - 62 | 60 - 65 | -       |

## Promoção e rebaixamento

### Promoções
- Sangalhos DC Boomerang[4]
- Esgueira Aveiro Oli